# 克馬德克海溝

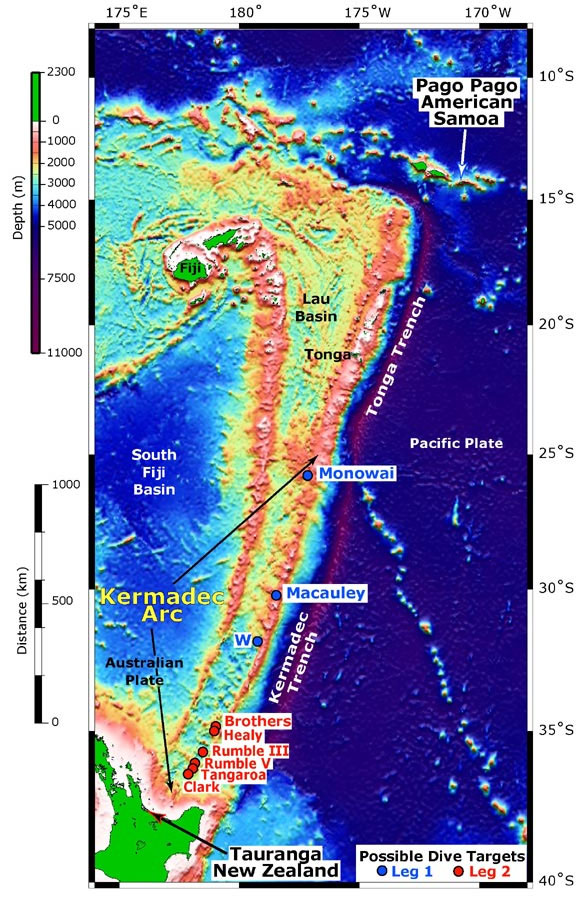

克馬德克海溝（Kermadec Trench）是地球最深的海溝之一，位於太平洋南部克馬德克群島以東，因太平洋板塊沉入印度-澳洲板塊形成，海溝長度約1,200公里，最大深度10,047米，與湯加海溝相接。
28°S 175°W / 28°S 175°W